# OnSheet
OnSheet（オンシート）とは、インフォテリア株式会社が開発し提供していた、オンライン表計算サービスである。OnSheetは、SaaSとして提供される本格的表計算だった。Microsoft Internet Explorer 6.0以降、Mozilla Firefox 2.0以降、Apple Safari 3.0以降などで稼働していた。
2015年12月31日、サービスを終了していた事を発表した。

## 特徴
ブラウザ内で稼働する表計算
Microsoft ExcelのようにPCにインストールしなくてもインターネットにつながっているだけで表計算を使用することができる。
Excelライクな操作感
ユーザーインターフェイスを極力Excelに合わせて、Excelユーザーならすぐに使えるようになっている。
無料
個人ユーザー（パーソナルエディション）は無料。なお、パーソナルプロエディションと法人エディションは月額課金。
企業システムとの連携
OnSheet Pipelineという機能によって既存の企業システムとの連携が可能。